# Scaunul filial al Tălmaciului

Scaunului filial al Tălmaciului în Harta Iosefină a Transilvaniei

Scaunul filial al Tălmaciului, (germană Filialstuhl Talmesch), a fost o unitate administrativă înființată de către comunitatea sașilor transilvăneni prin reorganizarea domeniului feudal al Tălmaciului existent încă din secolul al XII-lea cu sediul în Tălmaciu. Acesta avea în componența sa teritoriile aparținătoare de satele aflate la intrarea Râului Olt în defileul Oltului și în plus zona de graniță cu Țara Românească, din Munții Făgărașului și Munții Lotrului. Similar cu Scaunul Săliștei, satele scaunului erau localități ce aveau preponderent populație românească și care de-a lungul secolelor au avut o moștenire etnologică, culturală, arhitecturală și istorică unică, ele făcând parte din așa numita Mărginime a Sibiului.
Începând din 3 februarie 1453, ca urmare a unei diplome de donație către cele Șapte Scaune, acordată de regele Ladislau al V-lea, întregul teritoriu împreună cu toate localitățile din jurul Tălmaciului sunt încorporate și anexate la Pământul crăiesc împreună cu toate drepturile ce decurg din aceasta.

## Stema
Stema Scaunului filial al Tălmaciului este aceeași cu cea a Scaunului Sibiului și include două spade încrucișate, cu mânerele în partea superioară. Ele reprezintă Jus Gladii Minus (Minor) + Jus Gladii Majus (Maior), dreptul la pedeapsa cu moartea. Potrivit heraldicii, fondul roșu al scutului, împreună cu cele două spade, reprezintă dreptul la pedeapsa capitală.

## Localități apaținătoare
- Boița, în germană Ochsendorf, în maghiară Bojca.
- Racovița, în germană Rakovita, în maghiară Oltrakovica.
- Sebeșu de Jos, în germană Unterschebesch/Unterschewisch, în maghiară Oltalsósebes.
- Sebeșu de Sus, în germană Oberschebesch/Oberschewisch, în maghiară Oltfelsősebes.
- Plopi, localitate dispărută
- Tălmaciu, în germană Talmesch, în maghiară Nagytalmács.
- Tălmăcel, în germană Kleintalmesch, în maghiară Kistalmács.
- Turnu Roșu/Porcești, în germană Schweinsdorf/Porkendorf, în maghiară Vöröstorony/Porcsesd.
- domeniul Câmpul Crucii[3]

## Diploma luiLadislau Postumul
Diploma regelui Ungariei, Ladislau al V-lea, din anul 1453, prin care „Scaunul filial al Tălmaciului” a fost încorporat la cele „Șapte Scaune” ale provinciei Cibiniensis și dat în administrarea celor Șapte Juzi, Tălmaciul împreună cu alte șase comune românești componente: Turnu Roșu, Boița, Tălmăcel, Plopi (dispărută de 400 de ani), Sebeșu de Jos și Sebeșu de Sus:
| “                                                                                          | Noi, Ladislau, prin grația lui Dumnezeu rege al Ungariei... luând cunoștință de la Ion Huniade Comesul Bistriței că cetățile noastre de granița Tălmaciu, Lotrioara și Turnu Roșu sunt ruinate, am dispus ca aceste cetăți, împreună cu impozitul regal precum și posesiunile Tălmăcel, Boița, Plopi, Porcești, Sebeșu de Jos, Sebeșu de Sus, Racovița și orașul Tălmaciu, să fie anexate și încorporate definitiv la cele Șapte Scaune săsești din provincia Sibiului în condiția următoare: administrația centrală a celor Șapte Scaune va încasa pe viitor în folosul ei vama de la Turnu Roșu și darea regelui. Locuitorii satelor anexate vor avea și pe viitor aceleași libertăți și drepturi pe care le-au avut în trecut și pe care le au și locuitorii celor Șapte Scaune săsești. Administrația centrală a celor Șapte Scaune se obligă a repara radical cetățile Turnu Roșu și Lotrioara, ca să poată apăra bine granița și se obligă a dărâma până la temelii cetatea Tălmaciului, care în locul unde se află nu mai e de nici un folos. | ” |
| — Dat în Pojon la anul 1453, în anul al XIII-lea al Domniei Noastre. ss. Ladislau V - Rege | |   |

## Imagini

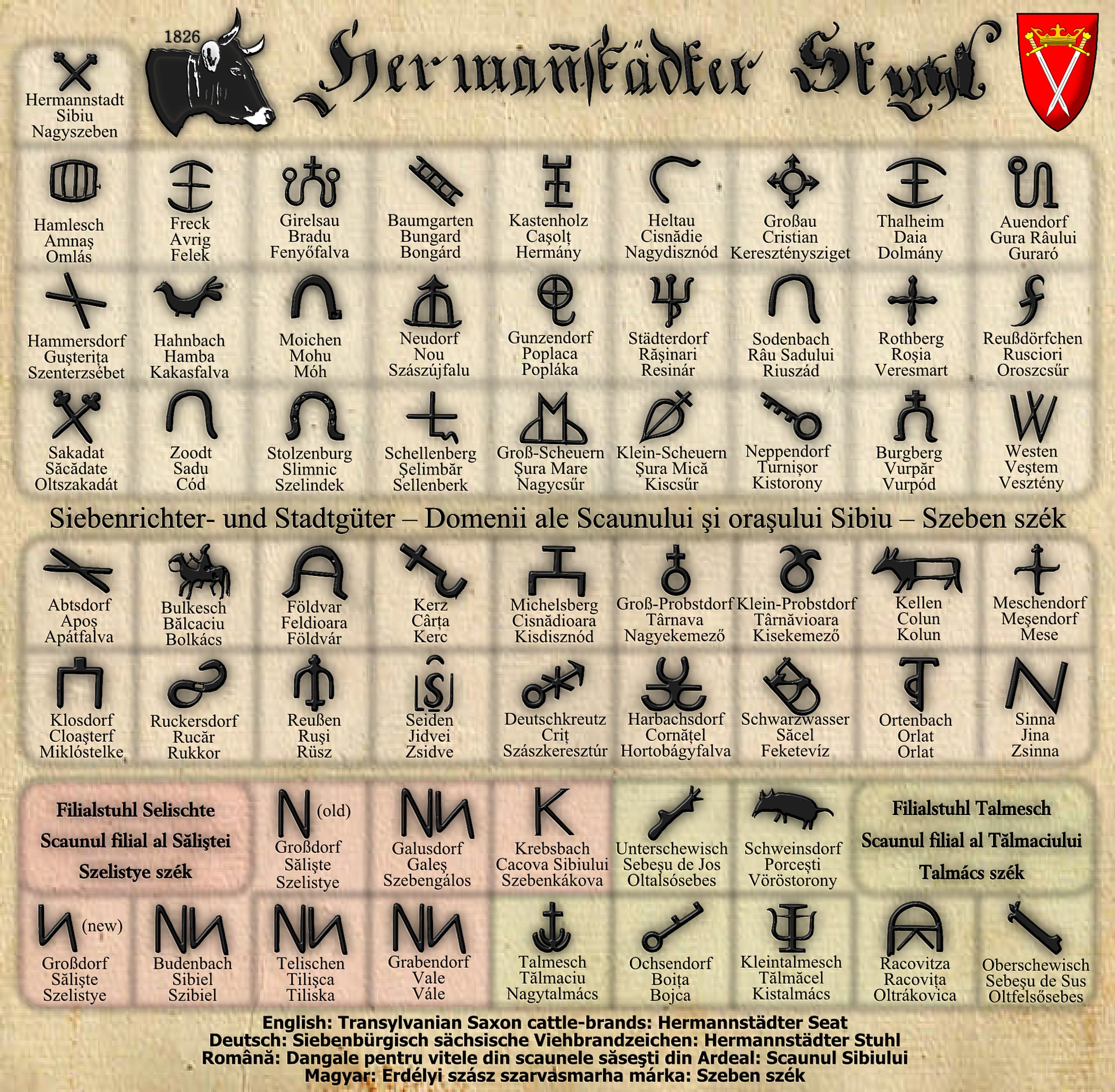
Dangale pentru vite, 1826